# Parafia Narodzenia Najświętszej Maryi Panny w Kopienicy-Łubiu
Parafia Narodzenia Najświętszej Maryi Panny w Łubiu – parafia rzymskokatolicka należąca do dekanatu Pyskowice diecezji gliwickiej.
Do parafii należą wierni wyznania rzymskokatolickiego z miejscowości: Kopienica, Łubie, Jasiona i Dąbrowa.